# Miringoni
Miringoni är en ort i Komorerna.   Den ligger i distriktet Moheli, i den västra delen av landet, 80 km sydost om huvudstaden Moroni. Miringoni ligger 53 meter över havet och antalet invånare är 834. Den ligger på ön Mohéli.
Terrängen runt Miringoni är huvudsakligen kuperad, men söderut är den platt. Havet är nära Miringoni västerut.  Närmaste större samhälle är Fomboni, 11,8 km öster om Miringoni. 